# تاريخ الكهرباء في السعودية
لم تكن الطاقة الكهربائية متوافرة في أراضي المملكة العربية السعودية إلا في المدينة المنورة حيث كان المسجد النبوي يضاء منذ عام 1327هـ (1907م) من مولدين أحدهما يعمل على الفحم والآخر على الكيروسين بقدرة عشرين كيلو واط، مع وجود بطارية مشحونة لتقوم بإنارة المسجد لصلاة الفجر، وهذا التاريخ يعني أن هناك مدة أقل من (40) سنة بين إنشاء أول محطة توليد طاقة في العالم في عام 1299هـ (1889م) ودخول الكهرباء إلى أراضي المملكة العربية السعودية.
أما المسجد الحرام وهو المكان الثاني الذي شهد دخول الكهرباء للمملكة فقد جرت إضاءته في عام 1338هـ (1918م) باستخدام مولدات خاصة تابعة لإدارة الحرم المكي الشريف كانت مركبة بمحلة أجياد، وفي مكة المكرمة أيضًا ظهرت أول إنارة للشوارع والمنازل وذلك مع ظهور مصانع الثلج ومطاحن الحبوب الآلية التي كانت تستخدم الفائض من إنتاج الكهرباء في إضاءة الشوارع والأحياء القريبة، وكانت مدة الإضاءة محدودة منذ صلاة المغرب ولمدة ثلاث ساعات فحسب، ونذكر هنا أن أول مصنع للثلج في مكة المكرمة قد أنشئ في الأربعينيات الهجرية في محلة السليمانية وقد زود المحلات المجاورة له بالكهرباء، كما قام حسين داغستاني بإنشاء مطحنة حبوب آلية في محلة التيسير بجرول بشارع أحمد كوبر وقام كذلك بتزويد المحلات المجاورة بالكهرباء الفائضة عن حاجته، ويمكن التأكيد على أن تلك المولدات في المدينة المنورة ومكة المكرمة وجدة هي البداية الحقيقية لظهور الكهرباء في المملكة العربية السعودية.
كان توليد الكهرباء منتجًا ثانويًّا للمنشآت التي توفر الطاقة الكهربائية (مصانع الثلج، ومطاحن الحبوب)، ولم يكن هناك مشروع حقيقي لإنتاج الكهرباء إنتاجًا أساسيًّا ذا جدوى اقتصادية، وقد رأت الحكومة السعودية وقتها أهمية الاستثمار في توليد الكهرباء، وتم تشكيل لجنة لدراسة توليد الكهرباء وعقدت اجتماعها بحضور نائب جلالة الملك في الحجاز آنذاك الأمير فيصل بن عبد العزيز، وذلك في شهر شعبان من عام 1347هـ، وكانت فكرة المشروع أن تتولى الدولة ثلثي تكلفته ويطرح الباقي كأسهم للمواطنين بقيمة ثلاثة جنيهات للسهم.
وبناءً على ذلك رأت الحكومة نشر التجربة في جميع مناطق المملكة لتنعم جميعها بالكهرباء ولتحقيق استثمار مادي جيد للمواطنين، فكان أن أصدرت نظام منح امتياز الطاقة الكهربائية الذي صدر في عام 1352هـ، الذي يعد البداية الحقيقية للاستثمار في المجال الكهربائي بناءً على مقومات اقتصادية حقيقية تجعل من الكهرباء صناعة مستقلة بذاتها وتدار وفق التطورات الحديثة، مما يؤكد حرص الملك عبد العزيز على توفير تلك الخدمة لأبناء شعبه بالاعتماد على الموارد المتوافرة حينها لتوفير البنية التحتية لتلك الصناعة والتجهيزات اللازمة.
وقد استجاب رجال الأعمال بحماسة لهذا التطور مما جعل الدولة تتوسع في منح ذلك الامتياز في عدد من مدن المملكة، وكان أولها مدينة جدة التي جرى منح محمد عبدالله علي رضا وإبراهيم شاكر حق امتياز إنارتها بالكهرباء، وفي الطائف مُنح إبراهيم الجفالي وإخوانه الحق نفسه في عام 1365هـ، كما صدرت عام 1366هـ الموافقة على تأسيس شركة مساهمة في جازان يمنح لها حق جلب المياه والكهرباء للبلدة، وفي العام نفسه صدرت موافقة مجلس الشورى على منح عبد العزيز الخريجي تسجيل شركة مساهمة للكهرباء في المدينة المنورة.
أما مدينة الرياض فيذكر خير الدين الزركلي في كتابه الوجيز في سيرة الملك عبد العزيز قصتها مع الكهرباء حيث يقول: «مدينة الرياض يجب أن تكون أول مدينة في الصحراء ترى النور، أمر الملك بإضاءة الرياض بالكهرباء عام 1367هـ (1948م)، ولم تمض شهور حتى كانت أربع سيارات شحن كبيرة تحمل من (رأس مشعاب) مكائن ومولدات تدار بالديزل، واصلةً من (سان فرانسيسكو) فكانت نواة محطة لتوليد الكهرباء، في العاصمة، تولد 1600 كيلو واط، وأضيف إليها سنة 1368هـ (1949م) مكائن تعمل بالديزل أيضًا قوتها 1140حصانًا ميكانيكيًّا، موصولة بمولد ذي تيار متبادل، لإضاءة البيوت والشوارع، وللآبار ولأغراض أخرى، وتحتفظ دارة الملك عبد العزيز بوثائق أصلية لميزانية كهرباء الرياض لعام 1368هـ حيث بلغت 13368 ريالًا، وهي أول ميزانية رسمية لكهرباء مدينة الرياض».
وفي المنطقة الشرقية أُسِّسَت شركة القوى الكهربائية لمحافظة الظهران في عام 1369هـ حيث تولت توليد وتوزيع الكهرباء في الظهران والدمام والخبر، كما أنتجت شركة أرامكو الكهرباء لأعمالها الخاصة.
وفي المحصلة النهائية لم ينتهِ عهد المؤسس الملك عبد العزيز بن عبد الرحمن آل سعود إلا وكانت نواة صناعة توليد الكهرباء في المملكة العربية السعودية قد تكونت على قاعدة قوية مكنتها مستقبلاً من الوصول إلى أماكن كثيرة في الوطن، مما هيَّأ المجال لدمج الشركات كافة في شركة واحدة هي الشركة السعودية للكهرباء، وبدلاً من (20) كيلوواط التي هي باكورة إنتاج الكهرباء في المملكة استطاعت الشركة في عام 1439هـ م بيع ما يقارب (290.000.000.00) كيلوواط، والوصول إلى (13.112) مدينة وقرية.